# Església parroquial de Sant Bartomeu de la Torre d'en Besora
L'església de Sant Bartomeu o Bertomeu de la Torre d'en Besora, a la comarca de l'Alt Maestrat, és un lloc de culte catalogat com Bé de Rellevància Local, amb la categoria de Monument d'interès Local, amb codiː 12.02.119.002, segons la Disposició Addicional Cinquena de la Llei 5/2007, de 9 de febrer, de la Generalitat, de modificació de la Llei 4/1998, d'11 de juny, del Patrimoni Cultural Valencià (DOCV Núm. 5.449 / 13/02/2007).
Es tracta d'un dels monuments més destacats de la localitat, estant en ús com a església parroquial pertanyent a l'arxiprestat 12 del bisbat de Sogorb-Castelló, conegut com a Sant Joan Baptista, amb seu a Albocàsser.
El titular de l'església, Sant Bartomeu, és el patró de la Torre d'en Besora. De l'antic temple no queda més que l'arc d'entrada a l'actual sagristia, en el qual està inscrita la data 1528, i que havia de correspondre amb l'arc d'entrada a l'església que seria de petites dimensions.
L'actual edifici es va construir durant el segle xviii, i pot observar-se en la portada d'entrada la inscripció de la data 1702.
El temple se situa en la part més alta del poble, al costat de les restes de l'antic Castell o Torre, dels materials del qual es va fer ús per a la construcció del temple. De fet, a més de presentar aspecte fortificat, en la part posterior s'aprecien restes dels fonaments dels llenços de la muralla àrab.